# Радиново
Радиново (болг. Радиново) — село в Болгарии. Находится в Пловдивской области, входит в общину Марица. Население составляет 639 человек.

## Политическая ситуация
В местном кметстве Радиново, в состав которого входит Радиново, должность кмета (старосты) исполняет Димитр Стоянов Кыртев (Болгарский земледельческий народный союз (БЗНС)) по результатам выборов правления кметства.
Кмет (мэр) общины Марица — Запрян Иванов Дачев (Болгарская социалистическая партия (БСП)) по результатам выборов в правление общины.